# Živi i pomni
Živi i pomni (Живи и помни) è un film del 2008 diretto da Aleksandr Proškin.

## Trama
L'ultimo anno di guerra. Andrej torna nel suo villaggio natale, ma non come un eroe, ma come un disertore. Solo sua moglie Nastja sa del suo ritorno ed è costretta a nascondere il marito a tutti. E all'improvviso scopre di essere incinta.